# Usambaranus stuarti
Usambaranus stuarti är en mångfotingart som beskrevs av Hoffman och Howell 1984. Usambaranus stuarti ingår i släktet Usambaranus och familjen Gomphodesmidae. Inga underarter finns listade i Catalogue of Life.